# Diorama (film)
Diorama är en svensk drama-komedifilm från 2022. Den är regisserad av Tuva Novotny, som även har skrivit manus. Huvudrollerna spelas av Pia Tjelta och David Dencik.
Filmen hade premiär i Sverige den 6 maj 2022, utgiven av Nordisk Film.

## Handling
Filmen handlar om Frida och Björns kärlekshistoria, från att de gifter sig till att de bildar en familj, delvis sett från ett vetenskapligt perspektiv.

## Rollista (i urval)
- Pia Tjelta – Frida
- David Dencik – Björn
- Sverrir Gudnason – Adam
- Claes Bang – Ben
- Gustav Lindh – Teun
- Shanti Roney – Martin
- Gunnel Fred – Marianne
- Linda Santiago – Joanna
- Göran Ragnerstam – Jon
- Johan Rabaeus – Peter

## Produktion
Filmen är producerad av René Ezra och Eva Åkergren för en samproduktion mellan Nordisk Film Production, SVT och Film i Skåne. Inspelningen av filmen pågick under våran 2021 i Ystad och Malmö.